# 劳动节 (美国)

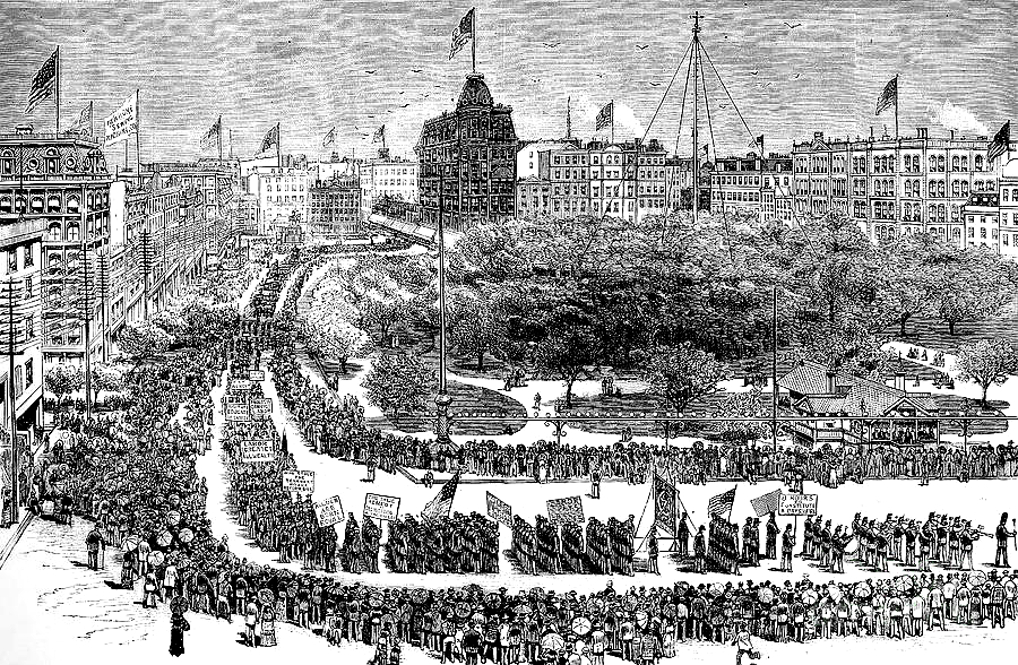
1882年美國勞動節

美国的劳动节（英語：Labor Day）规定在每年九月的第一个星期一，是联邦的法定节假日，用以庆祝工人对经济和社会的贡献。对许多美国人来说劳动节的到来也意味着夏季的结束，同时也是举行派对、聚会和体育盛事的时间。

## 历史
1882年，时任美国纽约中央工会秘书的机械师马修·迈奎尔首次提议设立这一节日。另有一说是美国劳工联合会的Peter J. McGuire在借鉴了在加拿大多伦多一年一度的劳动节后于1882年首次提出的。
1887年，俄勒冈成为首个设立该节日的州。到1894年美国总统格罗弗·克利夫兰签署法律使之正式成为联邦假期时，已经有30个州确立了劳动节。而劳动节九月的这个日期最初是由在过去几年中选出的工会观察并由纽约中央工会选定的，并非更为广泛的五月国际劳动节。因为当时克利夫兰总统担心后者会同新生共产主义、工团主义以及纪念干草市场暴乱的无政府主义运动联系起来。